# Dorstenia crenulata
Dorstenia crenulata là một loài thực vật có hoa trong họ Moraceae. Loài này được Griseb. mô tả khoa học đầu tiên năm 1860.